# Pachyramphus albogriseus
A Pachyramphus albogriseus a madarak (Aves) osztályának verébalakúak (Passeriformes) rendjébe és a Tityridae családjába tartozó faj. Egyes szervezetek az egész családot, a kotingafélék (Cotingidae) családjában sorolják Tityrinae alcsaládként.

## Rendszerezése
A fajt Philip Lutley Sclater angol ornitológus írta le 1857-ben, Pachyramphus albo-griseus  néven.

## Alfajai
- Pachyramphus albogriseus albogriseus P. L. Sclater, 1857
- Pachyramphus albogriseus coronatus W. H. Phelps & W. H. Phelps Jr, 1953
- Pachyramphus albogriseus guayaquilensis Zimmer, 1936
- Pachyramphus albogriseus ornatus Cherrie, 1891
- Pachyramphus albogriseus salvini Richmond, 1899[2]

## Előfordulása
Costa Rica, Nicaragua, Guatemala, Panama, Ecuador, Kolumbia, Peru és Venezuela területén honos. A természetes élőhelye a szubtrópusi vagy trópusi síkvidéki- és hegyi esőerdők,valamint lombhullató erdők. Állandó, nem vonuló faj.

## Megjelenése
Testhossza 13-14,5 centiméter, testtömege 18,5-26 gramm.

## Életmódja
Egyedül, vagy párban keresgéli rovarokból és gyümölcsökből álló táplálékát.

## Külső hivatkozások
- Képek az interneten a fajról
- Xeno-canto.org - a faj hangja és elterjedési területe